# 1938年全米選手権 (テニス)
1938年 全米選手権（1938ねんぜんべいせんしゅけん）に関する記事。

## 概要
ドン・バッジがグランドスラム6度目の優勝。バッジは史上初の年間グランドスラムを達成した。

## 大会の流れ
- 1881年から1967年まで、全米選手権は各部門が個別の名称を持ち、大会会場も別々のテニスクラブで開かれた。これが他の3つのテニス4大大会と大きく異なる点である。
  - 男子シングルス　名称：全米シングルス選手権（U.S. National Singles Championship）／会場：ニューヨーク市クイーンズ区フォレストヒルズ、ウエストサイド・テニスクラブ　（1924年-1977年）
  - 女子シングルス　名称：全米女子シングルス選手権（U.S. Women's National Singles Championship）／会場：フォレストヒルズ、ウエストサイド・テニスクラブ　（1921年-1977年）
  - 男子ダブルス　名称：全米ダブルス選手権（U.S. National Doubles Championship）／会場：マサチューセッツ州ボストン市、ロングウッド・クリケット・クラブ　（1935年-1941年まで）
  - 女子ダブルス　名称：全米女子ダブルス選手権（U.S. Women's National Doubles Championship）／会場：ボストン、ロングウッド・クリケット・クラブ　（1935年-1941年まで）
  - 混合ダブルス　名称：全米混合ダブルス選手権（U.S. Mixed Doubles Championship）／会場：ボストン、ロングウッド・クリケット・クラブ　（1935年-1941年まで）
- 本年度のシード選手については、男子シングルスは「アメリカ人シード選手」と「外国人シード選手」8名を確認できたが、女子シングルスの外部リンクに使用した「テニス・フォーラム」のスレッドにはシード選手の番号が振られていない。

## シード選手

### 男子シングルス
（アメリカ人シード選手：8名）
1. ドン・バッジ　（優勝、大会2連覇）
2. ボビー・リッグス　（4回戦）
3. ジョー・ハント　（ベスト8）
4. シドニー・ウッド　（ベスト4）
5. エルウッド・クック　（3回戦）
6. フランク・コバックス　（3回戦）
7. フランク・パーカー　（4回戦）
8. ブライアン・グラント　（ベスト8）

（外国人シード選手：8名）
1. ジョン・ブロムウィッチ　（ベスト4）
2. エイドリアン・クイスト　（4回戦）
3. フラニョ・プンチェツ　（4回戦）
4. ベルナール・デストレモー　（1回戦）
5. イボン・ペトラ　（4回戦）
6. フラニョ・ククリェビッチ　（4回戦）
7. 中野文照　（2回戦）
8. チャールズ・ヘア　（4回戦）

### 女子シングルス
（本年度は、抽選表にシード選手の番号が振られていないため、順番に並べることができない。）

## 他の特記事項
- この大会で、ドン・バッジ（アメリカ、1915年 - 2000年）がテニス史上初の「年間グランドスラム」を達成した。1938年度のバッジの4大大会シングルス成績は以下の通りである。
  - 全豪選手権決勝　ジョン・ブロムウィッチ（オーストラリア）　6-4, 6-2, 6-1
  - 全仏選手権決勝　ロデリク・メンツェル（チェコスロバキア）　6-3, 6-2, 6-4
  - ウィンブルドン選手権決勝　ヘンリー・オースチン（イギリス）　6-1, 6-0, 6-3
  - 全米選手権決勝　ジーン・マコ（アメリカ）　6-3, 6-8, 6-2, 6-1

## 大会経過

### 男子シングルス
準々決勝
- ドン・バッジ vs.  ハリー・ホップマン　6-3, 6-1, 6-3
- シドニー・ウッド vs.  ブライアン・グラント　6-2, 6-3, 6-2
- ジーン・マコ vs.  ギルバート・ハント　7-5, 1-6, 8-6, 6-0
- ジョン・ブロムウィッチ vs.  ジョー・ハント　6-1, 9-11, 6-3, 6-4

準決勝
- ドン・バッジ vs.  シドニー・ウッド　6-3, 6-3, 6-3
- ジーン・マコ vs.  ジョン・ブロムウィッチ　6-3, 7-5, 6-4

### 女子シングルス
準々決勝
- ナンシー・ウィン vs.  マーゴット・ラム　6-4, 5-7, 6-1
- ドロシー・バンディ vs.  シモーヌ・マチュー　6-3, 3-6, 6-0
- アリス・マーブル vs.  ケイ・スタマーズ　6-8, 6-3, 6-0
- サラ・ファビアン vs.  ヤドヴィガ・イェンジェヨフスカ　6-1, 6-4

準決勝
- ナンシー・ウィン vs.  ドロシー・バンディ　5-7, 6-4, 8-6
- アリス・マーブル vs.  サラ・ファビアン　5-7, 7-5, 7-5

## 決勝戦の結果
- 男子シングルス： ドン・バッジ vs.  ジーン・マコ　6-3, 6-8, 6-2, 6-1
- 女子シングルス： アリス・マーブル vs.  ナンシー・ウィン　6-0, 6-3
- 男子ダブルス： ドン・バッジ＆ ジーン・マコ vs.  エイドリアン・クイスト＆ ジョン・ブロムウィッチ　6-3, 6-2, 6-1
- 女子ダブルス： アリス・マーブル＆ サラ・ファビアン vs.  シモーヌ・マチュー＆ ヤドヴィガ・イェンジェヨフスカ　6-8, 6-4, 6-3
- 混合ダブルス： ドン・バッジ＆ アリス・マーブル vs.  ジョン・ブロムウィッチ＆ テルマ・コイン　6-1, 6-2